# Ћехановјец
Ћехановјец (пољ. Ciechanowiec) град је у Пољској у Војводству подласком. По подацима из 2012. године број становника у месту је био 4833.

## Становништво
| 1950. | 1960. | 2012. |
| ----- | ----- | ----- |
| 3.100 | 3.550 | 4.833 |

## Партнерски градови
- Росбах фор дер Хее